# ماري كريستينا وود
ماري كريستينا وود (بالإنجليزية: Mary Christina Wood)‏ هي مؤلفة أمريكية، ولدت في 1962.